# Santa Rosa del Sur
Santa Rosa del Sur es un municipio de Colombia, situado al sur del departamento de Bolívar, a 312 km de Cartagena de Indias, la capital departamental. Se encuentra enclavada en el sistema orográfico de la Serranía de San Lucas, en la Subregion del Magdalena Medio. 
Se ha convertido en eje generador de desarrollo minero, agrícola, ganadero y comercial, a través de alianzas estratégicas con los municipios vecinos; herramientas que le han permitido gestionar a nivel departamental, nacional e internacional una serie de proyectos que buscan el beneficio de toda la región. Caracterizado por ser uno de los municipios de mayor dinamismo económico del Departamento Bolívar.

## Geografía
El municipio de Santa Rosa del Sur, está ubicado estratégicamente en el Sur de Bolívar,
La geografía del territorio municipal se caracteriza por ser una zona montañosa, debido a que se encuentra en la porción final de la cordillera central, en las inmediaciones de la serranía de San Lucas. La cabecera municipal se encuentra aproximadamente a 600 m s. n. m., la municipalidad se encuentra entre los 50 y los 2323 m s. n. m. . Esta región es privilegiada pues se encuentra equidistante y estratégicamente ubicada cerca de los grandes centros poblacionales, comerciales e industriales del interior del país, cuenta con un clima templado-cálido y abundantes fuentes hídricas lo que facilita el asentamiento urbano. Históricamente la region ha estado dispersamente poblada, debido a la falta de infraestructura y el conflicto armado todavia es una region que conserva su biodiversidad.
Gracias a su geografía quebrada, el municipio cuenta con un sinnúmero de caídas de agua, útiles para generar energía hidráulica y eléctrica, con un gran potencial aún no explotado. Además de la gran calidad de la tierra lo que constituye un aspecto importante para el desarrollo agrícola de la región.

### Ecología
El Municipio es rico en zonas ecológicas ya que nos encontramos en las estribaciones de la serranía de San Lucas, además se encuentra localizado en las estribaciones de la Cordillera Central, un 10% de su superficie está cruzado por caños y quebradas, entre las que se encuentran las quebradas El Platanal, La Fría y Las Mercedes, las cuales desembocan en la Ciénaga de Simití. Las quebradas de Tiquisio, La Urbina y La Inanea desembocan al río Boque, el cual a través de la quebrada de Tiquisio se une al río Santo Domingo. Municipal

## División Político-Administrativa
Además de su Cabecera municipal. Santa Rosa del Sur tiene bajo su jurisdicción los siguientes Centros poblados:
- Buenavista
- Canelos
- Fátima
- San Benito
- San Francisco
- San Isidro
- San José
- San Lucas
- Santa Lucía
- Villa Flor
- San Pedro Frío
- San Juan de Río Grande
- La Marizosa

## Historia
Santa Rosa fue fundada en la década de 1940 por colonos provenientes de Santander y Boyacá, quienes llegaron desplazados debido la violencia partidista que se vivía en sus regiones de origen. Inicialmente se le conocía con el nombre de “Angulo”, región que estaba habitada por los indios Tahamíes y Alipayas. En 1945, el concejo municipal de Simití, optó por cambiar el antiguo nombre de “Angulo” por el de Santa Rosa, quedando así con la denominación de "Corregimiento Santa Rosa de Simití".
El corregimiento comenzó a organizarse y se empezaron a satisfacer necesidades a través del empuje y empeño de sus moradores. El territorio de Santa Rosa fue colonizado por personas provenientes de Santander, Boyacá, Antioquia, El Viejo Caldas, Cundinamarca y otras regiones del país, que veían en el sur de Bolívar una oportunidad de trabajo y de conseguir un pedazo de tierra gracias a los grandes terrenos baldíos que existían en la región y de los que podian apropiarse impunemente en perjuicio de los pocos indigenas y otras habitantes del Caribe que habitaban la region
Para el año de 1982 un grupo de dirigentes encabezados por Rudecindo Ariza, Antonio Burgos y la diputada Otilia Pardo de Ariza, empezaron a fraguar la idea de crear un nuevo municipio e independizarse del Municipio de Simití. Se creó un comité Pro municipio y empezaron los primeros trámites para llevar a cabo el proyecto. Superadas las dificultades económicas, se empezó la creación del nuevo municipio, llenando memoriales con firmas de los habitantes que estaban de acuerdo y se le solicitó el apoyo del entonces gobernador, Arturo Matzon Figueroa para tramitar la parte legal. El gobernador solicitó a la Universidad de Cartagena enviar una comisión que se encargara de realizar un estudio socioeconómico y ver la viabilidad de la creación del nuevo ente territorial.
Una vez llenados los requisitos para la creación del municipio ante la Asamblea Departamental de Bolívar, el proyecto fue apoyado por los representantes liberales en la Duma Departamental, para que el proyecto fuera aprobado en la sesión del día 23 de noviembre. Fue así como, a través de la Ordenanza No 021 del 23 de noviembre, se creó el municipio de Santa Rosa del Sur, que sería sancionada posteriormente el 6 de diciembre de 1984 por el gobernador.
El primer alcalde del recién creado municipio de Santa Rosa del Sur fue Antonio María Burgos González, quien fue nombrado por decreto del gobernador. Estuvo al frente del municipio durante 18 meses, y posteriormente fue sucedido por Gonzalo Ariza. El primer alcalde popular elegido por el pueblo fue Teódulo Roa Roa, quien ejerció su cargo durante el periodo 1988-1990.

## Economía
La economía está soportada igual que en casi todo el país, en el denominado sector primario, con la minería como actividad fundamental, seguida de la agricultura y la ganadería.
La actividad minera en el municipio, es el principal renglón económico, sin embargo, en su gran mayoría es de tipo informal e ilegal. 
La actividad agrícola se centra en la producción de cacao, café, plátano y caña de azúcar, entre otros,  siendo el cacao el producto de mayor relevancia. 
El 43% los predios rurales cuenta con cultivos de cacao, este porcentaje corresponde a 3.290 ha sembradas. Del área total establecida en cacao el 61,84% corresponde a cacao clonado, mientras que el restante 38,16% corresponde a híbridos. De otra parte, se cuenta con aproximadamente 1500 hectáreas siendo los corregimientos de Fátima y Buenavista los de mayor producción. 
La ganadería, de acuerdo con el último diagnóstico agropecuario,  es también un renglón muy importante de la actividad económica santarroseña, donde se cuenta con 32.392 cabezas de ganado y 37.080 has de pastos.
Actualmente avanza hacia un cambio de concepción respecto a la cultura de lo ilícito, por producción legal, mejorando la calidad de vida de sus habitantes. Estos proyectos vienen siendo apoyados por el gobierno nacional y ONG´S internacionales que le apuestan a una región emprendedora, innovadora y pujante, que inserte al mercado su producción dinamizando la economía del país.

## Vías de comunicación
Aéreas: cuenta con un aeródromo llamado Gabriel Antonio Caro. 
Terrestres: cuenta con un sistema de vías secundarias que permiten la comunicación con los municipios cercanos como Simiti, y San Pablo
Fluviales: el Municipio se encuentra localizado en las estribaciones de la Cordillera Central, un 10% de su superficie está cruzado por caños y quebradas, entre las que se encuentran las quebradas El Platanal, La Fría, la Mendoza y Las Mercedes, las cuales desembocan en la Ciénaga de Simití. Las quebradas de Tiquisio, La Urbina y La Inanea desembocan al río Boque, el cual a través de la quebrada de Tiquisio se une al río Santo Domingo, además también podemos encontrar el río Magdalena aproximadamente a 30 km del Municipio, siendo este paso obligado para el transporte de carga y de pasajeros.

## Deporte
El deporte más jugado, al igual que el resto del país es el fútbol, también se destaca el patinaje en el cual ha obtenido reconocimientos a nivel regional y baloncesto.

## Estructura organizacional municipal
| Santa Rosa del Sur | Santa Rosa del Sur | Santa Rosa del Sur         |
| Departamento       | Código DANE        | Categoría municipal (2023) |
| ------------------ | ------------------ | -------------------------- |
| Bolívar            | 13688              | Sexta                      |

- Personería: Es un centro del Ministerio Público de Colombia que ejerce, vigila y hace control sobre la gestión de las alcaldías y entes descentralizados; velan por la promoción y protección de los derechos humanos; vigilan el debido proceso, la conservación del medio ambiente, el patrimonio público y la prestación eficiente de los servicios públicos, garantizando a la ciudadanía la defensa de sus derechos e intereses.

- Concejo Municipal: Es la suprema autoridad política del municipio. En materia administrativa sus atribuciones son de carácter normativo. También le corresponde vigilar y hacer control político a la administración municipal. Se regulan por los reglamentos internos de la corporación en el marco de la Constitución Política Colombiana (artículo 313) y las leyes, en especial la Ley 136 de 1994 y la Ley 1551 de 2012.

Constituido por 13 concejales por un periodo de 4 años.
- Alcaldía Municipal: En esta se encuentra la administración municipal y las entidades descentralizadas del municipio.

El Alcalde se pronuncia mediante decretos y se desempeña como representante legal, judicial y extrajudicial del municipio. El actual Alcalde municipal es Milton Olaya Santamaría (2024-2027), elegido por voto popular.
- JAL.